# 维钦
维钦是德国梅克伦堡-前波美拉尼亚州的一个市镇。总面积18.79平方公里，总人口467人，其中男性239人，女性228人（2011年12月31日），人口密度25人/平方公里。